# 小行星90447
小行星90447（90447 Emans）是一颗绕太阳运转的小行星，为主小行星带小行星。该小行星于2004年1月发现。
該小行星以美國退休電腦操作經理麥克·艾曼斯（Mike Emans）命名。

## 轨道参数
小行星90447的轨道半长轴为347 108 757 km（2.3202457 UA），离心率为0.111。